# Nižný Komárnik
Nižný Komárnik (in ungherese Alsókomárnok) è un comune della Slovacchia facente parte del distretto di Svidník, nella regione di Prešov.